# Günter Lorenz (General)
Günter Lorenz (* 3. September 1932 in Bad Doberan) ist ein ehemaliger Offizier der Nationalen Volksarmee der Deutschen Demokratischen Republik. Zuletzt hatte er den Dienstgrad eines Generalleutnants inne. 

## Militärische Laufbahn
Als Sohn eines Schlossers arbeitete Lorenz nach seinem achtjährigen Schulbesuch zunächst als Arbeiter und absolvierte anschließend von 1948 bis 1950 eine Lehre zum Maschinen- und Motorenschlosser. Nach deren Abschluss trat er am 28. Dezember 1950 in die Deutsche Volkspolizei (DVP) ein und war dort zunächst bis 1952 Kursant an der Volkspolizeischule Priemerwald bei Güstrow. Von 1952 bis 1954 war Lorenz, der 1953 der SED beigetreten war, Stellvertretender Kommandeur für Technik und Ausrüstung in der KVP-Dienststelle in Spechtberg. 1954 wurde er an eine Militärakademie in der Sowjetunion entsandt, die er bis 1960 besuchte. 
Nach seiner Rückkehr wurde Lorenz Stellvertretender Kommandeur für Technik und Ausrüstung im Panzer-Bataillon 8, was er bis 1962 blieb. 1963 stieg er zum Abteilungsleiter für Panzerbewaffnung im Kommando des Militärbezirks V auf. Im Anschluss hieran fungierte er von 1966 bis 1975 als Stellvertretender Kommandeur für Technik und Ausrüstung in der 9. Panzerdivision. Von 1975 bis 1983 arbeitete Lorenz als Chef der Verwaltung Technik im Ministerium für Nationale Verteidigung (MfNV), wo er am 7. Oktober 1983 zum Generalmajor ernannt wurde. Bis zu seiner Entlassung aus der NVA am 30. September 1990 war er Stellvertretender Chef für technische Sicherstellung im Ministerium für Abrüstung und Verteidigung (MfAV). Zuvor war er am 1. März 1989 zum Generalleutnant befördert worden. 
Lorenz ist Träger des Vaterländischen Verdienstordens in Bronze, Träger des Scharnhorst-Ordens, sowie diverser anderer Orden und Ehrenzeichen.